# Бреткунас, Йонас
Йо́нас Бретку́нас (нем. Johann Bretke, лит. Jonas Bretkūnas; 1536, деревня Бамбляй, Пруссия — 1 октября 1602, Кёнигсберг) — один из основоположников литовской словесности, автор-составитель религиозных текстов, переводчик Библии на литовский язык.
Другие формы фамилии: Bretchen, Bretchijus, Bretchius, Bretkis, Bretkius, Bretkus.

## Биография
Родился в семье свободных крестьян. Учился во Фридланде, затем с 1557 года — в Кёнигсбергском университете, позднее с 1563 года — в Виттенберге.
В 1563 году был назначен настоятелем прихода в местечко Лабгува (нем. Labiau, ныне Полесск). Начал свою литературную деятельность составлением хроники Восточной Пруссии на латинском языке и переводом Библии на литовский язык. В 1587 году был назначен литовским пастором в Кёнигсберг. Умер во время эпидемии чумы.

## Творчество

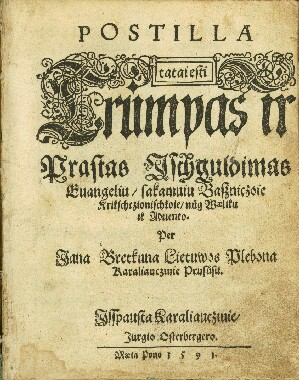
Постилла Бреткунаса (1591)

Переводил сочинения немецких протестантских теологов. Писал на немецком языке «Хронику прусского края» («Chronicon des Landes Preussen», 1578—1579), от которой сохранились фрагменты.
Подготовил и в 1589 издал в одной книге сборник церковных песнопений «Giesmes Duchaunas, isch Wokischka ing Lietuwischka lieszuwi, per nekurius Plebonus Hercegistes Prusu pergulditas», первый литовский молитвенник «Kollektas Alba Paspalitas Maldas, prastasu Nedeliasu ir didzosu Schwentasu, per wissus maetus Hercegisteie Prusu giedamas isch Wokischko lieszuwio ing Lietuwischka pergulditas» и песенник с нотами «Kancionalas nekuru Giesmiu, Baszniczioie Diewa, ant didziun Schwencziun Saenu budu giedamuiu». При подготовке пользовался рукописями Мартинаса Мажвидаса. Сборник духовных песен отличался тщательностью отбора и качеством перевода. Долго оставался в обращении.
Важнейший труд Бреткунаса — сборник оригинальных и компилированных проповедей в двух частях (почти 1 000 страниц) «Postilla, tatai esti Trumpas ir Prastas Ischguldimas Euangeliu, sakamuiu Baszniczoie Krikschonischkoie» (1591; кратко называют «Постилла»). Это первое издание проповедей на литовском языке оказало влияние на развитие языка, в особенности на становление его письменной формы.
Свыше десяти лет (1579—1590) переводил Библию на литовский язык, опираясь на канонические тексты и немецкий перевод Мартина Лютера. Однако этот первый перевод Библии на литовский язык издан не был.